# HMAS Darwin (FFG 04)
HMAS Darwin (FFG 04), đặt theo tên thủ phủ vùng lãnh thổ Bắc Úc, là một tàu khu trục tên lửa hành trình lớp Adelaide của Hải quân Hoàng gia Úc (RAN). Là một trong 4 tàu khu trục mua từ phía Hoa Kỳ, HMAS Darwin được vào biên chế năm 1984. Trong suốt quá trình hoạt động của mình, tàu đã tham gia vào chiến tranh vùng Vịnh, một phần chương trình gìn giữ hòa bình INTERFET, và ngoài khơi quần đảo Solomon. Năm 2007 và 2008, tàu khu trục trải qua một đợt nâng cấp lớn và hoạt động rất hiệu quả vào năm 2011.